# Rugby Club Jiki
Actualités
Le Rugby Club Jiki (en géorgien : სარაგბო კლუბი ჯიქი) est un club géorgien de rugby à XV basé à Gori.

## Historique
Le club de rugby du Rugby Club Jiki est créé en 2001.
Il change de ville à l'intersaison 2014, quittant ainsi la capitale Tbilissi pour s'installer à Gori ; cette relocalisation entre dans le cadre d'une réflexion sur le développement du rugby géorgien qui a conduit à déménager plusieurs clubs de la capitale dans le reste du pays. Le club emménage dans son nouveau stade en janvier 2015,,,.
Le club gagne pour la première fois de son histoire le titre de champion de Géorgie en 2017,.

## Palmarès
- Championnat de Géorgie de rugby à XV :
  - Champion : 2017[1].